# Kaonashia insperata
A Kaonashia insperata a sárgásmoszatok egy bazális faja, a Kaonashia nemzetség típusfaja.

## Történet
2023-ban fedezték fel Weston, Eglit és Simpson 18S rDNS-alapú filogenetika alapján a sárgásmoszatok tagjaként mutatták ki közepes támogatottsággal, de nem bizonyult jól meghatározott klád, például környezeti klád (MAST) tagjának. A fajnak az új nemzetség mellett új családot is létrehoztak Weston, Eglit és Simpson.

## Etimológia
A Kaonashia Mijazaki Hajao Chihiro Szellemországban című filmjének Kaonasi („arctalan”) nevű torkos szelleméről kapta nevét, melyet a latin -a toldalék követ. Az insperata jelző jelentése „váratlan”, utalva a faj kinézete alapján váratlan filogenetikai helyzetére.

## Genetika
18S rDNS-alapú filogenetika alapján sárgásmoszatfaj, de feltehetően új, korábban ismeretlen klád tagja lehet.

## Morfológia
Elektronmikroszkópos vizsgálatok alapján a Kaonashia insperata a többi sárgásmoszathoz hasonló jellemzőket mutat: például elülső ostorán masztigonémái vannak, mitokondriális cristái csőszerűek. Jól mozog, és aktívan úszik a kultúraközegben, de kultúrában kevéssel a tenyésztőflaskák alja felett a leggyakoribb, ahol az algák biofilmet alkothatnak. Gyorsan és gyakran változtat irányt. A két ostoron rövid – a teljes hossz 10%-ánál rövidebb – akronéma van.
Ventrális mélyedése van, de nem ismert, hogy sejtszáj-e, e mélyedés a heterotróf sárgásmoszatok közt gyakori.
A sejt nagyjából tojás vagy bab alakú, hossza 7–13 μm. Elülső ostora ennél 1,5-szer hosszabb, és eltérő terminális szálú masztigonémákkal rendelkezik 2 sorban, hátulsó ostora a sejttestnél 2,5-szer hosszabb, és a szubsztráthoz csatlakozhat vékony fonalakkal. Számos, közel gömbölyű extruszómája van, melyek lapos vezikulumokkal váltakoznak.
Általános morfológiája hasonlít a legtöbb sárgásmoszatra, de sejtszerkezetei megtalálhatók a Sar más tagjaiban és még távolabbi eukariótákban is. A K. insperata extruszómái a Sar legtöbb fajáéinál kisebbek és egyszerűbbek, és a Telonemia és a Rhizaria fajaiéhoz hasonlítanak leginkább. Kortikális alveolusai az Alveolata jellemzői, a fagotróf sárgásmoszatok közt a Developayellida kládban találhatók, de ott nagyobbak és korlátozottabbak, mint a K. insperatában. Ventrális mélyedése számos távoli rokon eukariótában, például az Excavata és a csillósok kládjaiban találhatók meg, a sárgásmoszatok közt leginkább a Deveolopayellidára hasonlítanak, akárcsak a hosszabb hátulsó ostor. Elülső ostora masztigonémái a sárgásmoszatokra, például a Placididea és az Oomycetes kládokra hasonítanak különböző terminális fonalai miatt, a hátulsó ostor vékonyabb szálai szintén az Oomycetesre hasonlítanak, melyekkel a növényekhez csatlakozik.

## Életmód
A legtöbb ismert heterotróf sárgásmoszattal ellentétben nem baktériumokat, hanem jobbára eukarióta algákat, például Isochrysis galbana, Guillardia theta és Phaeodactylum tricornutum fajokat eszik. Azonban jelentős mennyiségben lehetnek a heterotróf sárgásmoszatok közt eukariovor fajok is, illetve lehetséges, hogy baktériumokat is eszik.
Különösen kedveli a Guillardiát: ezzel létrehozott tenyészeteiben Weston  et al. jelentősen növekvő Kaonashia-sűrűséget mutatott ki.
Táplálkozása vizsgálatát nehezíti, hogy az erős nagyításhoz szükséges magas fényintenzitás során másodpercek vagy percek alatt lízissel elhal, és azelőtt zsákmányát kibocsátja.
Aerob klád.

## Életciklus
Ivartalan szaporodása ismert, és kettéhasadással történik. Ez az ostorok megkettőződésével kezdődik, melyek a sejttest elülső végének ellentétes oldalaira kerülnek. Az osztódó sejtek szélesek vagy elöl kétlebenyesek. Ekkor a sejtek képesek irányított mozgásra. A sejtosztódás előrehaladásakor a lebenyek megnyúlnak, távolodnak, és ellenkező irányban mozgatják ostorukat. Később a sejtek hosszúak, két oldalon ostorral, gyakran a citokinézis helyének közelében emésztő űröcskével.

## Rendszertan
A K. insperata sejtjeit először a Washington állambeli Szappan-tó fotikus zónájából gyűjtötték, eredetileg SC izolátum néven G. theta-sejtekkel együtt. A fajokat tenyésztették, majd fény- és elektronmikroszkóppal tanulmányozták, ami számos sárgásmoszatokkal összefüggő morfológiai jellemzőt mutatott ki. Egy SSU rDNS-alapú filogenetikai elemzés a sárgásmoszatokba helyezte a fajt. Bár a Developayellida kládhoz hasonlított, nem mutattak ki ismert sárgásmoszatkláddal való kapcsolatot. Így új családba (Kaonashiidae), nemzetségbe (Kaonashia) és fajba (K. insperata) sorolták az élőlényeket, és közvetlenül a sárgásmoszatok közé helyezték. A leírást 2023-ban közölték Elizabeth J. Weston, Yana Eglit és Alastair G. B. Simpson.
Az SC izolátum gyantába ágyazott sejtjeit a K. insperata hapantotípusaként írták le, és a Cseh Tudományos Akadémia Parazitológiai Intézetébe került ICPAS_Pro_77 kóddal.